# Рено де Віш'є
Рено де Віш'є (фр. Renaud de Vichiers; 1198 — 20 січня 1256) — 19-й великий магістр ордену тамплієрів в 1250—1256 роках.

## Життєпис
Походив зі шляхетського роду Віш'є з маркізату або графства Прованс. Втім висловлюється думка, що він належав до роду Віші з Оверні. Народився 1198 року. Про молоді роки замало відомостей, точно не знано, коли став тамплієрам.
Перша письмова згадка відноситься до 1240 року, коли Рено де Віш'є був командором важливого замку Сан-Жан-д'Акр. Ймовірно обійняв посаду задовго до цієї дати. 1241 року стає командором байлії в Ландресі або Лаоні. 1242 року призначено прецептором Франції. Мав гарні стосунки з французьким королем Людовиком IX.
У 1249 році, ставши маршалом ордену тамплієрів, разом з королем Франції брав участь у Сьомому хрестовому поході. Відзначився у битвах біля Дам'єтти і Ель-Мансура. після поразки хрестоносців на відміну від великого командора ордену Етьєна д'Отрікура погодився надати Людовику IX позику у 200 тис. ліврів для сплати першої частини викупу султанові Єгипту. По поверненню до Акри Генеральний капітул схвалив дії Рено де Віш'є, якого було обрано великим магістром.
Продовжив політику попередників щодо союзу з емірами Дамаску проти султанів Єгипту. У 1251 році дозволив маршалу ордену Гуго де Жюї укласти таємну угоду з ємаром ан-Насиром Юсуфом. Втім Людовик IX довідався про це, він не бажав провокувати Єгипет, оскільки не всі полонені й заручники були звільнені. Тому Гуго де Жюї було вигнано з Єрусалимського королівства. Такі дії підірвали авторитет Рено де Віш'є серед тамплієрів, внаслідок чого той 1252 року вимушений був піти до монастиря. Фактичне керівництво було передано Тома Беро. Номінальним очільником ордену залишався де Віш'є до своєї смерті у 1256 році.